# Марутхая Каратху
Датук Марутхая Каратху (малай. Maruthaiah Karathu, нар. 23 лютого 1943), часто М. Каратху — малайзійський футболіст та футбольний тренер.

## Ігрова кар'єра
У 1960-1970-х роках Каратху виступав за клуб «Перак», у складі якого двічі став володарем Кубка Малайзії. Він також грав за національну збірну Малайзії.

## Тренерська кар'єра
Каратху розпочав свою тренерську кар'єру в 1971 році, вигравши Кубок Бернлі (попередник Кубка Разака) з командою штату Перак віком до 20 років. Він також тренував команду Індійської асоціації Кінта в Кубку Малайзії ФАМ.
Каратху очолював клуб «Негері-Сембілан», та тричі очолював клуб «Перак», а також молодіжну збірну Малайзії, вигравав на турнір TAAN Cup 1991 у Непалі із другою збірною Малайзії, сінгапурський клуб «Вудлендс Веллінгтон», та збірну Шрі-Ланки. Він став одним із небагатьох малазійців, які тренували іноземну збірну.
Як головний тренер Каратху на клубному рівні привів клуб «Перак» до першої перемоги в Кубку Футбольної асоціації Малайзії над титулованою командою «Селангор» у 1990 році. У 2001 році він вивів «Перак» до фіналу Кубка Малайзії. Каратху також привів «Келантан» до півфіналу Кубка Малайзії в 1993 році. У 2011 році він привів Келантана до перемоги на Кубку Султана Хаджі Ахмада Шаха та Лізі Супер 2011 року. Каратху пішов у відставку з посади головного тренера «Келантана», закінчивши свій другий період у команді зі східного узбережжя в 2011 році, після того, як не зміг захистити титул володаря Кубка Малайзії 2010 року, програвши «Теренггану» у чвертьфіналі Кубка Малайзії 2011 року.
У грудні 2014 року Каратху вчетверте повернувся на посаду головного тренера «Перака» після того, як попереднього тренера Вієрана Симунича було звільнено менш ніж через 2 місяці після того, як він очолив клуб. Під керівництвом Каратху «Перак» ненадовго очолював лігу на початку сезону, але після поганих виступів у кінці чемпіонату тренер був звільнений зі своєї посади на початку серпня 2015 року.